# Megan Gunning
Megan Gunning (ur. 13 lipca 1992 w Atlantcie) – kanadyjska narciarka dowolna urodzona w USA, specjalizująca się w halfpipe'ie. Jej największym sukcesem jest srebrny medal w half-pipe'ie wywalczony na mistrzostwach świata w Inawashiro. Nie startowała na igrzyskach olimpijskich. Najlepsze wyniki w Pucharze Świata osiągnęła w sezonie 2008/2009, kiedy to zajęła 38. miejsce w klasyfikacji generalnej, a w klasyfikacji halfpipe'a była trzecia.

## Osiągnięcia

### Mistrzostwa świata
| Miejsce | Dzień   | Rok  | Miejscowość | Konkurencja | Zwycięzca       |
| ------- | ------- | ---- | ----------- | ----------- | --------------- |
| 2.      | 5 marca | 2009 | Inawashiro  | Halfpipe    | Virginie Faivre |

### Puchar Świata

#### Miejsca w klasyfikacji generalnej
- sekcja 2007/2008: -
- sekcja 2008/2009: 38.
- sekcja 2010/2011: -
- sekcja 2011/2012: 93.
- sekcja 2012/2013: 83.

#### Miejsca na podium
1. Park City – 31 stycznia 2009 (halfpipe) – 2. miejsce